# Pampusana sanctaecrucis
La paloma perdiz de Santa Cruz (Pampusana sanctaecrucis) es una especie de ave columbiforme en la familia Columbidae propia de la Melanesia.

## Distribución y hábitat
Se la encuentra únicamente en las islas Tinakula y Utupua (del archipiélago de las islas Santa Cruz perteneciente a las Islas Salomón) y Vanuatu.
Su hábitat natural son los bosques húmedos tropicales. Se encuentra amenazada por perdida de hábitat.